# Стукашов Сергій Вікторович
Сергій Вікторович Стукашов (рос. Сергей Викторович Стукашов, нар. 12 листопада 1959, Акташ) — радянський футболіст, ща грав на позиції нападника за «Шахтар» (Караганда), «Кайрат» та «Динамо» (Москва), а також національну збірну СРСР. Майстер спорту міжнародного класу.

## Клубна кар'єра
Народився в селищі Акташ Карагандинської області, КазРСР. Вихованець школи «Шахтаря» (Караганда). В основному складі «Шахтаря» Сергій дебютував уже в 17 років у сезоні 1976, провівши тоді 6 матчів, виходячи на заміну, і забив 1 гол у Другій лізі.
Уже в наступному сезоні він потрапив до дубля вищолігового «Кайрата», а ще через рік, в 1978 році, дебютував в основному складі алматинців, забивши вже в тому сезоні перші свої 3 м'ячі за «Кайрат» у вищій лізі країни. Дебютував у вищій лізі чемпіонату СРСР 1978 року грою проти тбіліського «Динамо», замінивши легендарного «кайратівського» бомбардира Анатолія Іонкіна, для якого та гра стала останньою в кар'єрі гравця. Сергій же зіграв за цю команду 8 сезонів, в яких провів 185 гри чемпіонату, в яких забив 52 м'ячі.
У грудні 1984 року Стукашов перейшов у «Динамо» (Москва). Дебютував за столичну команду 6 березня 1985 року в матчі Кубка володарів кубків з грецькою командою «Лариса» (0:0). Вперше зіграв за «Динамо» в чемпіонаті СРСР 15 березня 1985 року у матчі з дніпропетровським «Дніпром». З командою став срібним призером чемпіонату СРСР 1986 року, але восени 1988 року, у віці лише 29 років, через травми змушений був завершити кар'єру. Всього у вищий лізі чемпіонату СРСР провів 223 матчі, забив 52 голи. У єврокубках провів 8 матчів.

## Виступи за збірні
З юнацькою збірної до 18 років став переможцем юнацького чемпіонату Європи 1978 року у Польщі. Цей результат дозволив Стукашову зі збірною до 20 років поїхати на молодіжний чемпіонат світу 1979 року. Там радянські футболісти здобули срібні нагороди, програвши у фіналі аргентинцям з Марадоною у складі.
28 березня 1984 року дебютував в офіційних іграх у складі національної збірної СРСР у товариському матчі із Західною Німеччиною (1:2). 21 січня 1985 року зробив дубль у поєдинку Кубка Неру зі збірною Китаю (3:2). Всього провів за збірну 6 матчів і забив 2 голи.

## Тренерська кар'єра
У 1991 році закінчив Вищу школу тренерів, після чого у 1992—1998 роках був тренером СДЮШОР «Динамо» (Москва), а у 1998—2001 роках працював тренером відділу збірних команд РФС.
З січня по травень 2002 року був головним тренером нижчолігового клубу «Спартак» (Щолково).
З січня 2003 по березень 2006 року був головним тренером дублюючої команди «Рубіна» (Казань), а з березня 2006 по 2010 рік був тренером ЦПФ ФК «Динамо» (Москва) ім. Л. І. Яшина. (команда 2001 р.н. — головний тренер; команда 1992 та 1994 р.н — помічник головного тренера).
У січні 2011 року приєднався до тренерського штабу «Кайрата» (Алма-Ата), де працював до 29 червня 2011 року.

## Статистика виступів

### Статистика виступів за збірну
| Дата       | Місто    | Господарі | Результат | Гості     | Турнір           | Голи | Примітки |
| ---------- | -------- | --------- | --------- | --------- | ---------------- | ---- | -------- |
| 28/03/1984 | Ганновер | ФРН       | 2 – 1     | СРСР      | товариський матч | -    | 63'      |
| 21/01/1985 | Кочі     | КНР       | 2 – 3     | СРСР      | Кубок Неру       | 2    |          |
| 25/01/1985 | Кочі     | СРСР      | 1 – 2     | Югославія | Кубок Неру       | -    |          |
| 28/01/1985 | Кочі     | Іран      | 0 – 2     | СРСР      | Кубок Неру       | -    | 55'      |
| 04/02/1985 | Кочі     | СРСР      | 2 – 1     | Югославія | Кубок Неру       | -    |          |
| 27/03/1985 | Тбілісі  | СРСР      | 2 – 0     | Австрія   | товариський матч | -    | 57'      |
| Усього     |          | Матчів    | 6         |           | Голів            | 2    |          |

## Досягнення
- Чемпіон Першої ліги СРСР: 1983
- Чемпіон Європи U-18: 1978
- Віце-чемпіон світу U-20: 1979
- Віце-чемпіон СРСР: 1986